# گوستاو شفر
گوستاو شفر (آلمانی: Gustav Schäfer; ۲۲ سپتامبر ۱۹۰۶ –  ۱۲ دسامبر ۱۹۹۱) قایقران روئینگ اهل آلمان بود.
وی همچنین برندهٔ جوایزی همچون نشان افتخار شایستگی جمهوری فدرال آلمان شده‌است.
وی در مسابقات کشوری و بین‌المللی در مجموع برندهٔ ۱ مدال طلا شده‌است.